# Poul Martin Bonde
Poul Martin Bonde (født 1958 i Aarhus, død 25. august 2020) var musikproducer og tekstforfatter. Han blev cand.phil. i Æstetisk Kulturarbejde ved Aarhus Universitet i 1984, og var på den tid anmelder for Århus Stiftstidende og Gaffa og musiker i forskellige grupper. Han var manager for Her Personal Pain og Dicte, og fik i 1994 øje på bandet Kashmir, som han var producer for dem indtil 2004. Han var producer for Poul Krebs, Peter Belli og Michael Falch. Mest kendt var han nok som talsmand for smukfest, hvor han startede i 2010. Poul Martin Bonde var også var formand for Spot Festival og daglig leder i Dansk Rock Samråd.